# Ferdinand Schlemmer
Ferdinand Schlemmer (* 20. Januar 1898 in München; † 13. März 1973 in München) war deutscher Pharmazeut, Chemiker und seit dem 21. Februar 1937 SS-Sturmbannführer.

## Leben
Schlemmer promovierte 1930 an der Universität München. Er wurde dort 1934 zum außerordentlichen Professor ernannt und war von 1941 bis 1945 Ordinarius und Direktor des Pharmazeutischen Instituts der Reichsuniversität Straßburg. Er betrieb Forschungen zur Leistungssteigerung von Piloten mittels Drogen. Er trat der SS (Mitgliedsnummer 78.871) und der NSDAP bei (Mitgliedsnummer 4.821.137). Nach dem Krieg war Schlemmer zweieinhalb Jahre lang in Kornwestheim, Württemberg, interniert. Als Schlemmer im November 1950 in den Vorstand der Bundesvereinigung Deutscher Apothekerverbände gewählt wurde, war er bereits Geschäftsführer der Bayerischen Landesapothekerkammer und des Bayerischen Apothekervereins in München. Er wurde 1953 Leiter des Deutschen Arzneiprüfungsinstituts e.V. (DAPI) und war Lehrbeauftragter in München. 
Ihm zu Ehren vergab die Deutsche Pharmazeutische Gesellschaft von 1975 bis 2011 die Ferdinand-Schlemmer-Medaille. 

## Schriften
- Optische Studien an Alkaloidsalzlösungen mit besonderer Berücksichtigung ihrer Sterilisation. Verlag Chemie, Berlin 1929–32.
- Weitere Untersuchungen über die Zersetzlichkeit pharmazeutisch wichtiger Alkaloide in wässeriger Lösung, insbesondere bei der Sterilisation: Solanazeenalkaloide, Yohimbin, Hydrastin, Hydrastinin. Verlag Chemie, Berlin 1929. München, Phil. Diss., 1930
- Die pharmakognostische Teeanalyse. Eine Anleitung zur Erkennung geschnittener Drogen in Teemischungen. Deutscher Apotheker-Verlag, Berlin-Zehlendorf 1939.
- Franz Fischler, Ferdinand Schlemmer: Anleitung zur Harnuntersuchung. Unter Mitarbeit von Kurt Hünecke. Springer, Berlin 1943.